# Das geschlachtete Schwein
Das geschlachtete Schwein (Originaltitel: Interieur met een opengespalkt varken op de leer) ist der Titel von zwei Gemälden des niederländischen Malers Barent Fabritius. Die erste Darstellung aus dem Jahr 1656 mit den Abmessungen 97 × 64 cm gehört zur Sammlung der Berliner Gemäldegalerie. Die zweite Version befindet sich im Besitz des Museum Boijmans Van Beuningen in Rotterdam. Sie ist um das Jahr 1665 entstanden und hat die Maße 100 × 80 cm. Beide Bilder sind in Öl auf Leinwand gemalt und zeigen Genreszenen mit einem geschlachteten Hausschwein. Die dargestellten Sujets gelten als Vanitas-Motive und bieten verschiedene Interpretationsmöglichkeiten, bei denen die Vergänglichkeit allen irdischen Lebens im Vordergrund steht.

## Zwei Variationen eines Motivs
Fabritius hat das Motiv eines geschlachteten Schweins in zwei Varianten gemalt. Die in der Berliner Gemäldegalerie aufbewahrte Version zeigt das hell erleuchtete Tier im Zentrum des Bildes. Das bäuchlings aufgeschnittene Schwein ist mit dem Kopf nach unten und den Hinterfüßen nach oben an einer Leiter aufgehängt. Unter dem Schwein steht ein Kupfertopf, der geeignet ist. heruntertropfendes Blut aufzufangen. Nahe beim Topf könnten auf den rötlichen Fliesen des Fußbodens dunkle Flecken auf heruntergetropftes Blut hindeuten. Die Leiter ist an eine leicht von der Seite gesehene helle Wand gelehnt, die große Bereiche der rechten Bildhälfte einnimmt. An dieser Wand ist deutlich der Schattenwurf von Schwein und Leiter zu erkennen, was der Szene eine zusätzliche Dramatik verleiht. Rechts neben dem Schwein steht ein kleines Mädchen vor der Wand. Es trägt eine weiße bodenlange Schürze und darunter sind die dunklen Ärmel eines Oberteils zu erkennen. Ihr zu einem Mittelscheitel gekämmtes, blondes Haar ist teilweise unter einer Haube verborgen, einige lockige Strähnen fallen seitlich nach vorn. Ihr Gesicht hat eine helle Haut mit leicht geröteten Wangen. Ihre weit geöffneten Augen blicken auf das tote Schwein. Während sie mit der linken Hand an ihre Schürze fasst, hält sie in der rechten die aufgepustete Schweinsblase fest. Auf der linken Seite öffnet sich die Szene in einen dunklen Nebenraum, der oben durch einen gewölbten Mauerbogen markiert wird. Am Übergang zu diesem Raum befinden sich drei weitere Personen. An einem Tisch sitzt eine Frau, die mit Schlachtgut in einer vor ihr stehenden breiten flachen Schüssel beschäftigt ist. Die Frau trägt ein graues Kleid, ihr Schoß bedeckt eine halblange weiße Schürze oder ein entsprechend großes Tuch. Zwei Perlohringe deuten auf einen gewissen Wohlstand der Frau hin. Zwischen der Frau und dem aufgehängten Schwein steht ein weiteres Kind, das etwa einen Kopf kleiner als das andere Kind ist. Es trägt ein dunkles Kleid mit gelblichem Unterkleid. Die Haare sind ebenfalls unter eine Haube gesteckt. Der Blick des Kindes geht nicht zum Schwein, sondern es schaut hinter das Tier – möglicherweise zur Schweinsblase in der Hand des rechts stehenden Mädchens. Hinter der sitzenden Frau steht im dunklen Bereich ein Mann, der an eine Pfeife raucht. Nur sein Gesicht, eine Hand und die Pfeife sind erkennbar. Das Berliner Bild weist an der Wand rechts die stark abgeriebene Signatur und Datierung „B Fabritius 1656“ auf.
Die zweite Version des Bildes befindet sich im Rotterdamer Museum Boijmans Van Beuningen. Auf dem Gemälde gibt es auf der unteren Sprosse der Leiter die Signatur und unvollständige Jahresangabe „B. Fabritius 165“, was lange Zeit zu einer Datierung auf das Jahr 1652 führte. Heute gibt das Museum als Entstehungsjahr 1665 an. Nach der neuen Datierung wäre diese Version später entstanden als das Bild in der Berliner Gemäldegalerie. Das Rotterdamer Bild weist eine klare Zweiteilung auf. In der linken Bildhälfte lehnt das wiederum bäuchlings aufgeschnittene Schwein gegen eine Leiter. Es ist umgeben von verschiedenen Gegenständen, wie einem Lappen unterhalb des Kopfes, ein Steinguttopf mit Rührlöffel rechts im Vordergrund, dahinter ein an die Rückwand gelehnter Besen und ein unter einer Bank im Schatten stehender Holzeimer. Hinter dem Schwein schaut auf der Bank eine liegende bräunliche Katze hervor, die zum linken Bildrand schaut. Die rechte Bildseite ist den menschlichen Akteuren vorbehalten. Vorn sind zwei kleine Kinder ins Spiel mit einer Schweinsblase vertieft. Sie haben sich an einem improvisierten Tisch niedergelassen, der aus einem umgedrehten Korb mit einem darauf liegenden kurzen Brett besteht. Das vor dem Tischchen kniende Kind scheint gerade dabei zu sein, die auf das Brett abgelegte Schweinsblase aufzublasen, während das Kind hinter dem Brett den bereits mit einiger Luft gefüllten Hohlkörper festhält. Vor den Kindern liegt auf dem gekachelten Fußboden ein großer Hut, der sich wie ein kleiner Sack zur Seite neigt. Nach hinten reicht die Szenerie durch einen mit Ziegelsteinen begrenzten Bogen in einen Nebenraum, an dessen Ende durch ein Gitter und eine geöffnete Tür nur wenig Tageslicht fällt. Weiter vorn am rechten Rand gibt es eine offene Feuerstelle, über der ein großer Kupferkessel hängt. Um das Feuer haben sich mehrere Menschen versammelt. Zwei männliche Gestalten – vielleicht Vater und Sohn – sitzen an der Wand und rauchen jeweils an einer Pfeife. Der Ältere trägt einen großen Hut mit breiter Krempe und zieht an einer hellen langen Pfeife, während der etwas kleinere Junge seine kürzere Pfeife seitlich in den Mund geklemmt hat. Die beiden Raucher nehmen wenig Notiz von den drei weiblichen Gestalten, die um einen Tisch herum ihren Tätigkeiten nachgehen. Hinter dem Tisch ist eine Frau in auffällig rot-weißer Kleidung mit dem Schlachtgut in der vor ihr stehden großen Schüssel beschäftigt. Möglicherweise bereitet sie Schweinedärme für die Wurstherstellung vor. Solche Därme hängen bereits über ihr an einer Schnur zum Trocknen. Vor dem Tisch hockt ein Mädchen nahe der Feuerstelle und rührt etwas in einem kleinen Topf. Ein weiteres Mädchen tritt von links kommend auf die Feuerstelle zu und hält in ihren Händen eine Schüssel mit Löffel darin. Anders als in der Berliner Fassung schaut im Rotterdamer Bild keine Person zum geschlachteten Schwein. Hier nimmt das Schwein zwar große Teile des Bildes ein, ist jedoch an den Rand gerückt und weniger stark beleuchtet. Die Personen beziehen sich in ihren Aktionen aufeinander; eine herausragende Stellung, wie das allein stehende Mädchen in der Berliner Fassung, fehlt im Gemälde des Museum Boijmans Van Beuningen.

## Altniederländische Gemälde von Tierschlachtungen und ihre Ikonografie
Tierschlachtungen, wie sie Fabritius in seinen beiden Gemälden beschrieb, kommen in der niederländischen Malerei des 17. Jahrhunderts als Motiv wiederholt vor. Solche Schilderungen von Alltagsszenen haben Vorbilder in den Monatsbildern, die seit dem Mittelalter die ländlichen Arbeitswelt zeigen. Dabei erscheinen Tierschlachtungen häufig als Thema für die Monate November oder Dezember. In der Kirche Santa Maria del Castello im schweizerischen Mesocco ist ein Wandbild von Christoforo und Nicolao da Seregno erhalten, das für den Monat November ein geschlachtetes Schwein zeigt. Die Darstellung des an den Füßen aufgehängten Tieres gleicht hierbei den beiden geschlachteten Schweinen in den Gemälden von Fabritius. Im 16. Jahrhundert griff Pieter Bruegel der Ältere in seiner Reihe der Sieben Tugenden eine Tierschlachtung für das Bild Prudentia (Die Klugheit) auf. Das Schlachten wird hier, neben anderen Tätigkeiten wie dem Holzsammeln, als Vorbereitung für den Winter gezeigt. Diese Vorratshaltung kann ikonografisch als sinnvolles und somit kluges Handeln gelesen werden. Eine solche Auffassung teilten auch nachfolgende Generationen. So beschrieb im 18. Jahrhundert der niederländische Dichter Hubert Korneliszoon Poot das herbstliche Schlachten als sinnvolles Agieren: „Thans doodt en kerft zijn slachtbijl rund en zwijn; die helpen dan de kille winter voeden.“ (sinngemäß Jetzt tötet und zerlegt sein Schlachterbeil Rind und Schwein; die helfen dann den [Menschen im] kalten Winter zu ernähren). Dahinter kann auch ein biblischer Bezug gesehen werden, etwa die Deutung der Träume des Pharaos durch Josef (Gen 41 ). Danach folgen auf sieben ertragreiche Jahre, sieben Jahre mit Hunger. Hiernach wurden im übertragenen Sinn die Schweine in Fabritius Bildern in den ertragreichen Sommer- und Herbstmonaten gemästet und zum Jahresende geschlachtet, um in der folgenden landwirtschaftlich ertragsarmen Zeit des Winters und Frühjahrs mit dem Fleisch genug Nahrung zu bevorraten. Meist werden in den Gemälden geschlachtete Schweine gezeigt, aber auch Kühe oder Ochsen sind wiederholt Bildmotive. Zu den bekanntesten Werken gehört dabei Rembrandts Der geschlachtete Ochse (Louvre, Paris) von 1655. Er setzte das Tier in der für ihn typischen Hell-Dunkel-Malerei in Szene und rückte es, wie Fabritius in der Berliner Fassung, zentral in die Bildmitte. Da Rembrandt und Fabritius sich kannten, ist ein wechselseitiger Einfluss bei diesen Bildern möglich. Bereits 1566 schuf Martin van Cleve das Gemälde Ausgeweideter Ochse (Kunsthistorisches Museum, Wien). Auch in dieser Schilderung finden sich die mit der Blase spielenden Kinder und die geschäftige Frau am Korb. Der Mann ist hier als Trinkender dargestellt, beim tierischen Personal wählte Martin van Cleve einen Hund, der seine Entsprechung in der Katze im Rotterdamer Bild von Fabritius findet. In Abraham van den Heckens Bild Das geschlachtete Rind (Rijksmuseum Amsterdam) aus dem 17. Jahrhundert sind im Hintergrund Personen in ähnlicher Weise beschäftigt, wie in den Tierschlachtungen von Fabritius. So zeigt auch Abraham van der Hecken einen rauchenden Mann, mit Tierblase spielende Kinder und eine Frau, die am Tisch mit Schlachtgut in einem Korb beschäftigt ist. Während die Frau tugendhaft ihrer Arbeit nachgeht, frönt der Mann der schlechten Angewohnheit des Rauchens. Der flüchtige Genuss gilt zudem als Sinnbild für die kurze Lebenszeit des Menschen, als Mahnung, das Leben mit sinnhaften Tun zu verbringen.

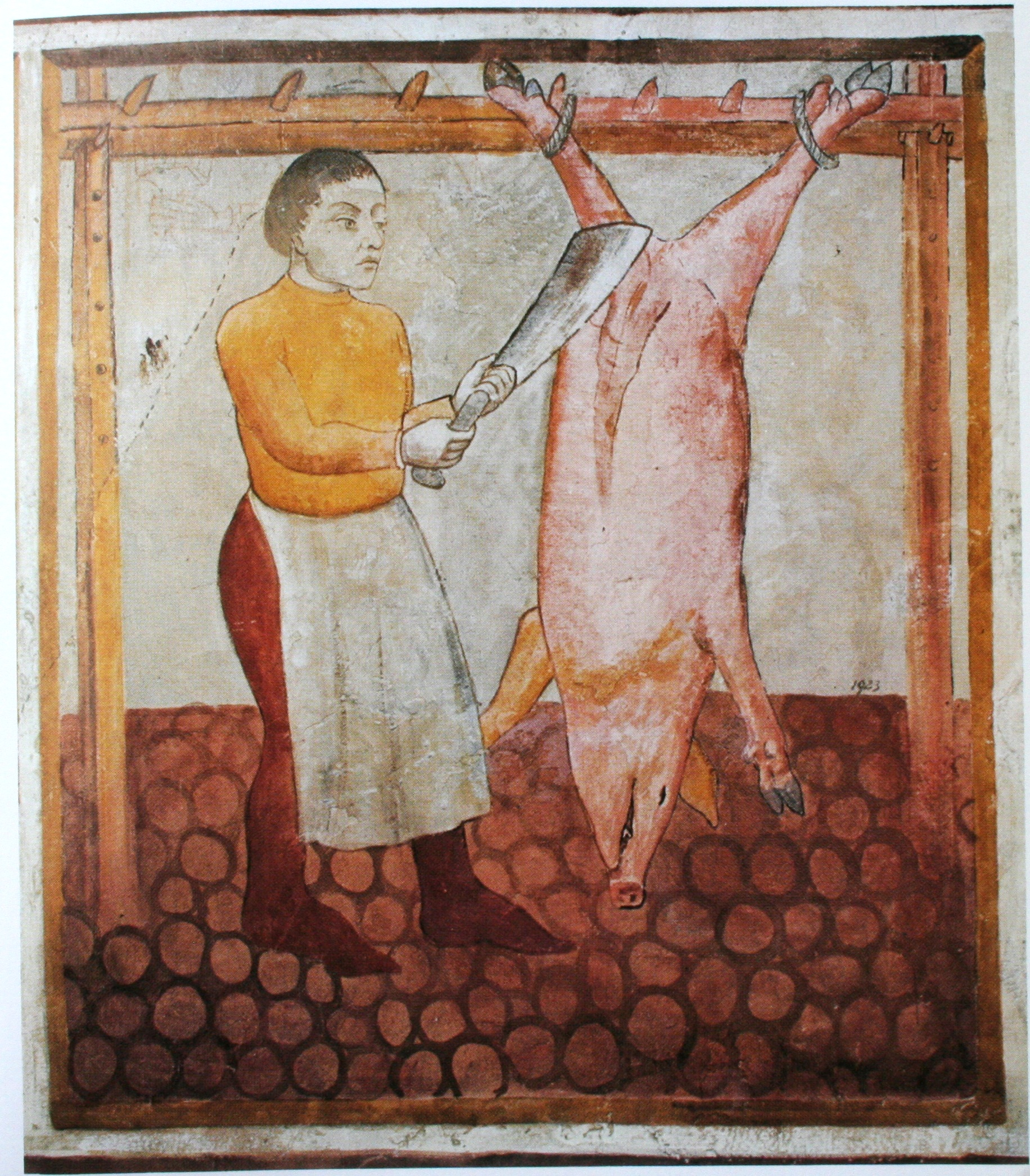
Christoforo und Nicolao Seregno: Monatsbild November um 1560
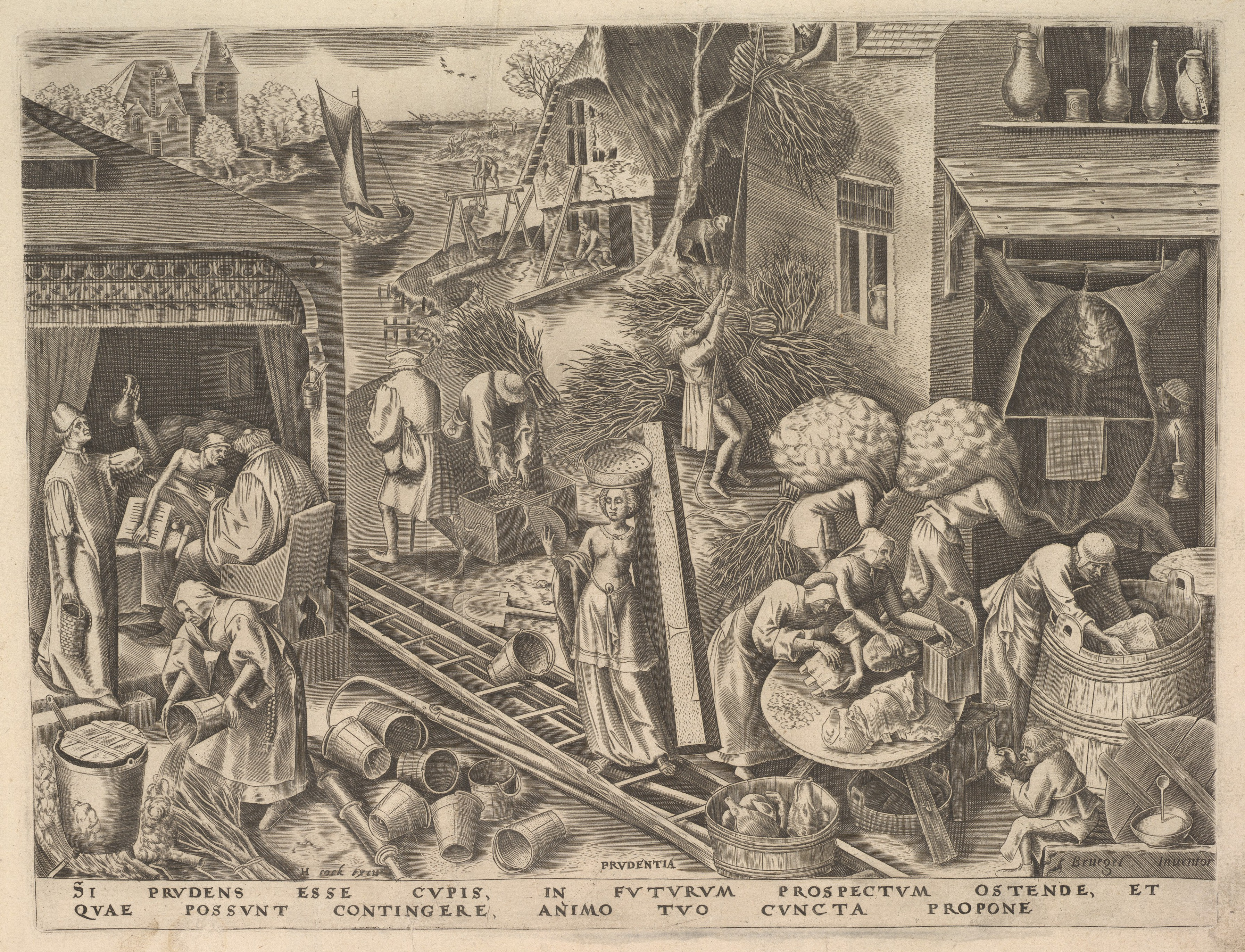
Pieter Bruegel der Ältere: Prudentia (Die Klugheit) um 1559–1560
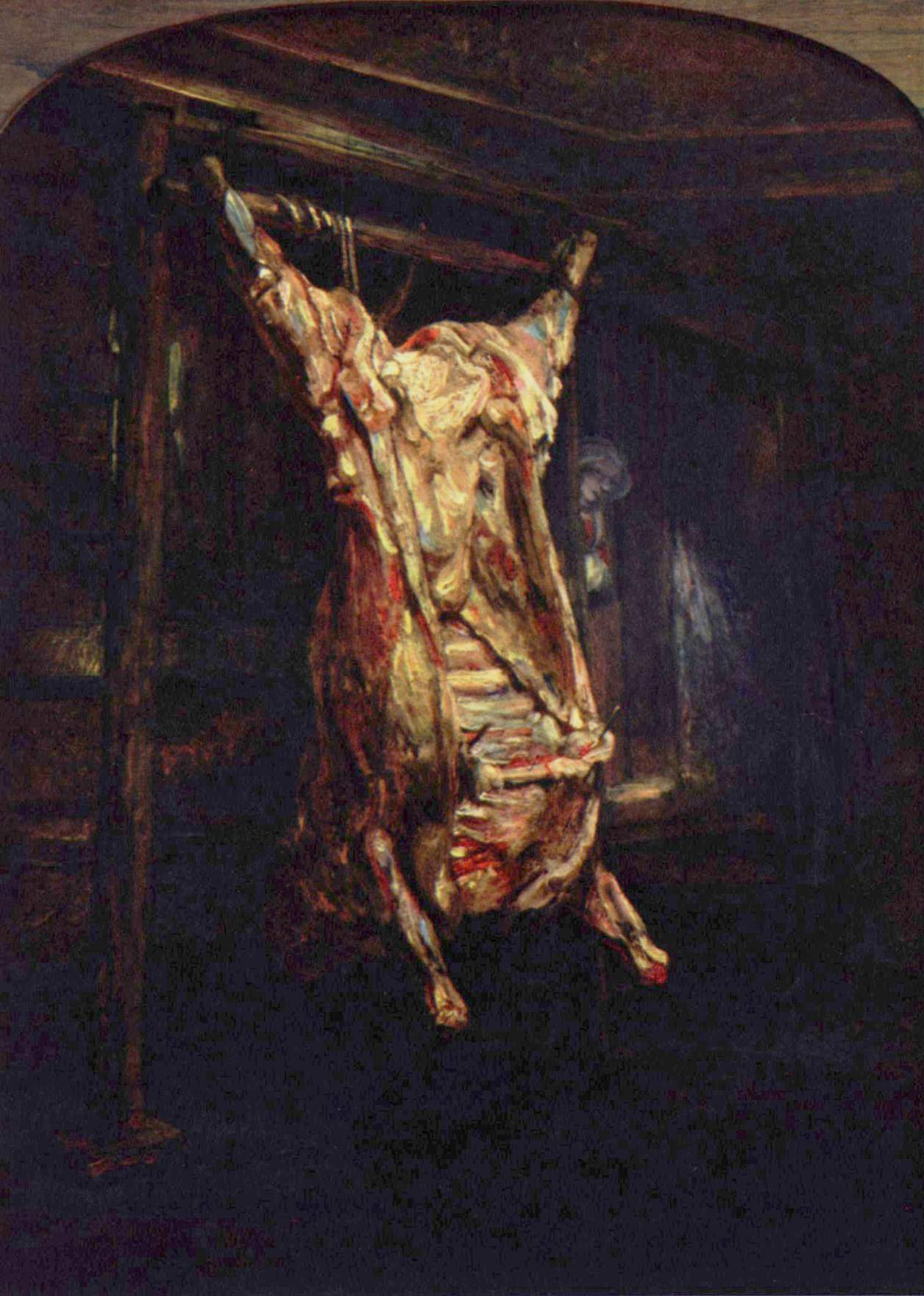
Rembrandt van Rijn: Der geschlachtete Ochse 1655
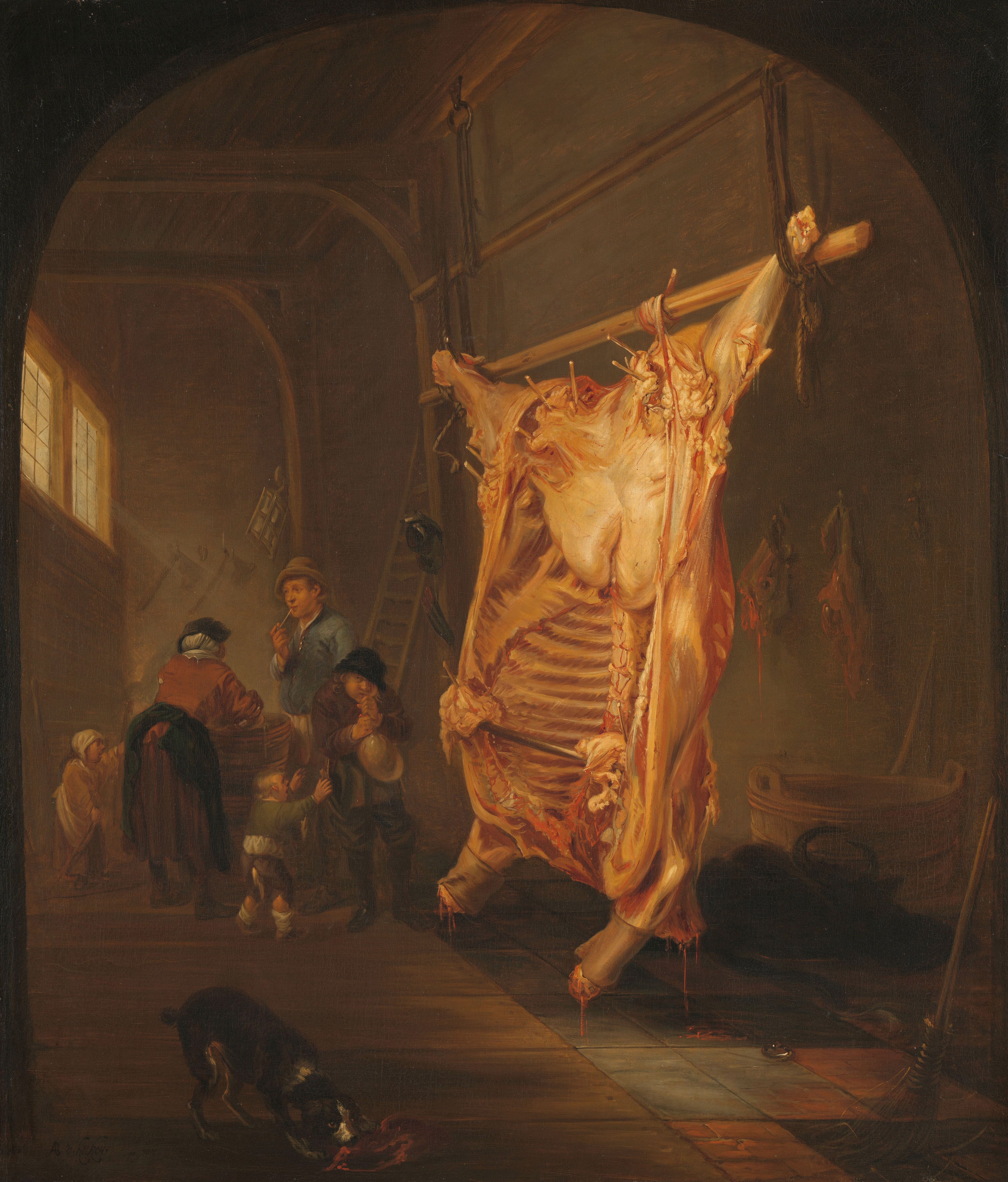
Abraham van den Hecken: Das geschlachtete Rind um 1635–1655
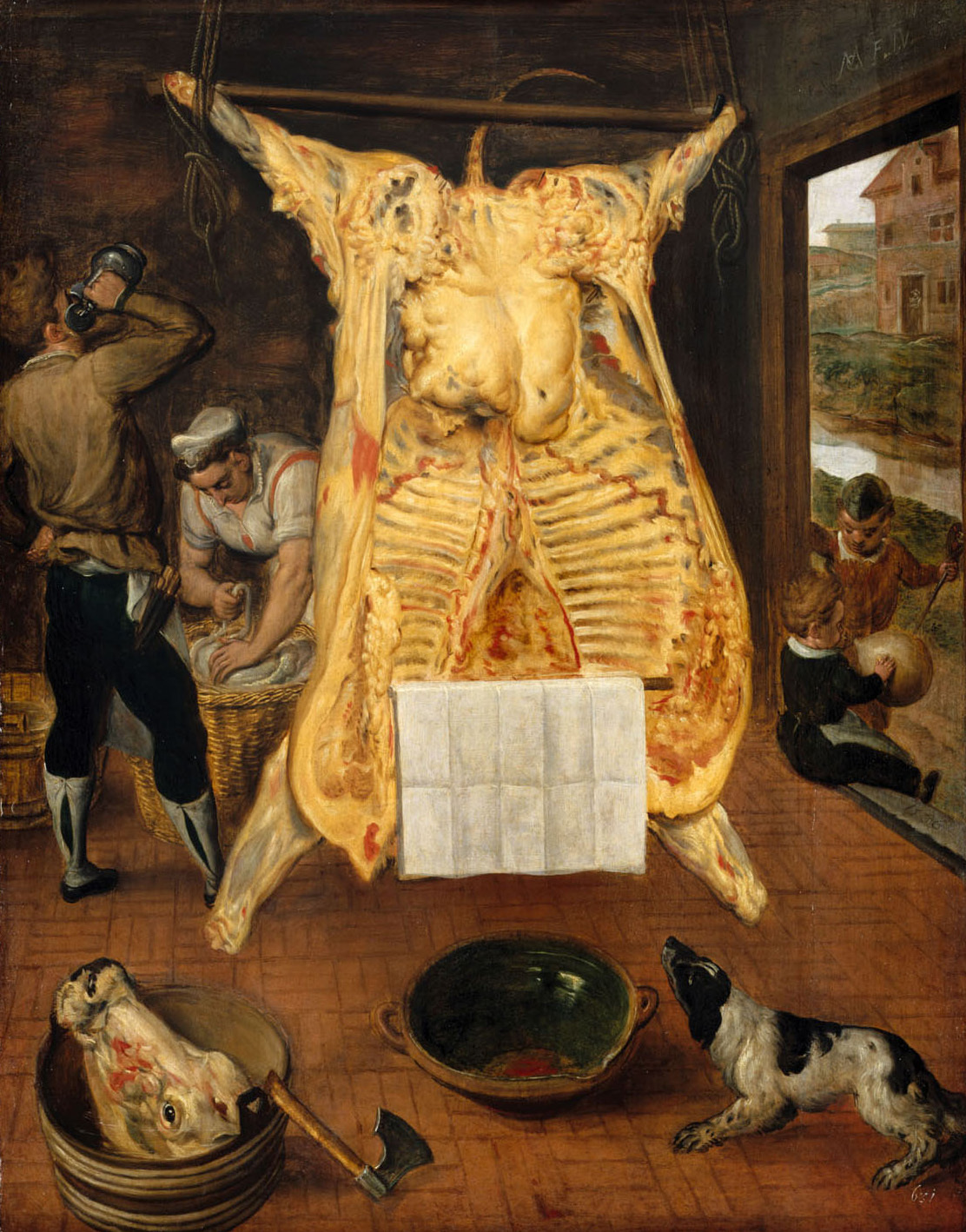
Marten van Cleve: Ausgeweideter Ochse 1566

In den Gemälden hängen die geschlachteten Kühe, Rinder und Schweine meist ausgeweidet an einer Leiter. Der Maler Jan Victors zeigt in Das Schweineschlachten (Rijksmuseum Amsterdam) eine Variante, bei der das Tier bereits von der Leiter genommen wurde. Auch in diesem Bild sind Kinder dargestellt, die mit einer Schweinsblase spielen. Dieses Motiv ist Bestandteil von einer Reihe niederländischer Bilder mit Schlachtszenen. Die Kinder mit Schweinsblase erscheinen beispielsweise in mehreren Bildern von Isaac van Ostade, darunter  Geschlachtetes Schwein in einem Stall (Museum Jan Cunen, Oss), Schweineschlachten (Museum der Schönen Künste, Budapest) und Das Zerlegen des Schweins (Palais des Beaux-Arts de Lille). Aber auch andere Maler wie Michiel van Musscher in seinem Bild Das Schwein an der Leiter und Ansicht des Haarlemmerpoort (Amsterdam Museum) stellten Kinder mit einer Schweinsblase dar. Das unbekümmerte Spiel mit einer Art Vorläufer des neuzeitlichen Luftballons kann als altersgerechter Zeitvertreib der Kinder gesehen werden; es gibt aber auch andere Interpretationsmöglichkeiten. So wird die Form der mit Luft gefüllten Blase gelegentlich mit der Erdkugel verglichen. Der Dichter Jan Luyken schrieb im 18. Jahrhundert zu einer Abbildung eines mit einer Tierblase spielenden Jungen: „Wat is de Waereld, die het ziet? Een Blaas vol wind en anders niet.“ (sinngemäß: Was ist die Welt, die er sieht? Eine Blase voll Wind und sonst nichts.) Dies kann als Mahnung verstanden werden, das irdische Dasein nicht mit nutzlosem Handeln zu verbringen. So schnell wie die Luft aus der Blase entweichen kann, so schnell kann auch das Leben enden. In allen Gemälden mit dem Motiv eines toten Tieres ist die Endlichkeit des irdischen Lebens präsent. Das geschlachtete Tier an einer Holzleiter weist dabei zudem Parallelen mit Christus am Kreuz auf. Dies hat Hendrick ten Oever in seinem Gemälde Das geschlachtete Schwein (Stedelijk Museum Zwolle) besonders deutlich unterstrichen, in dem er neben ein geschlachtetes Schwein ein weißes kreuz an die dunkle Hauswand malte.

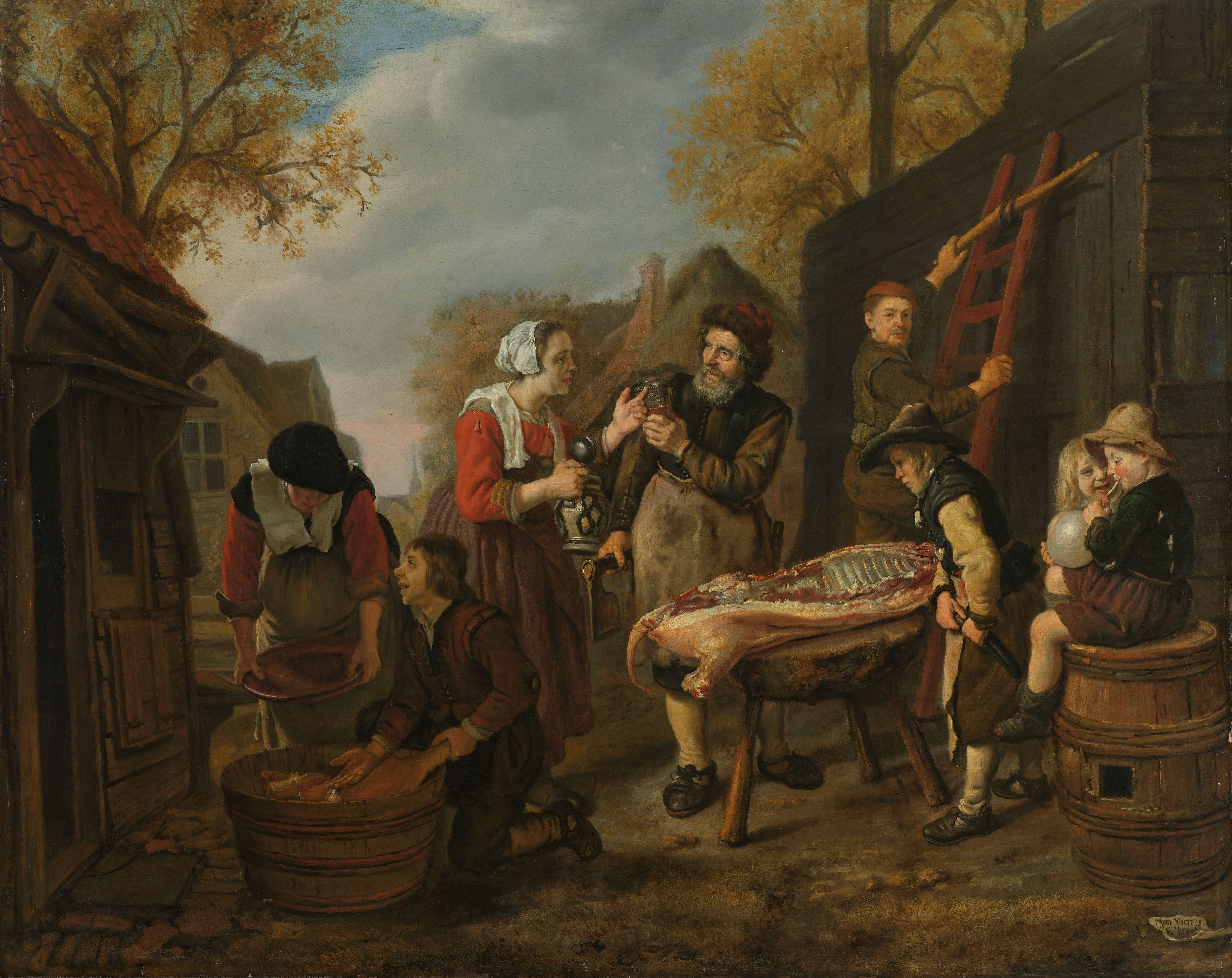
Jan Victors: Das Schweineschlachten 1648
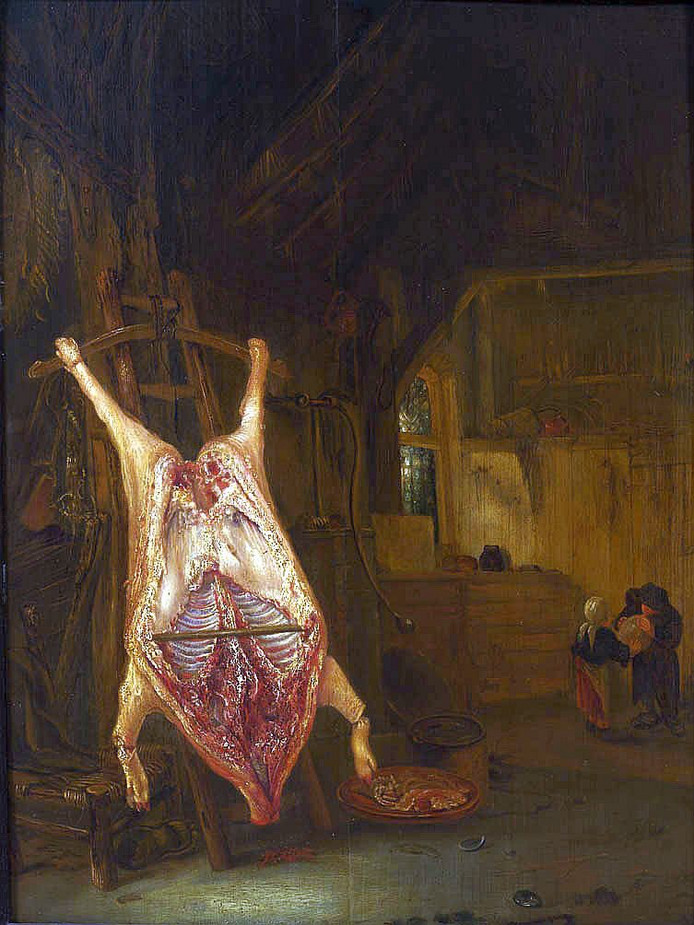
Isaac van Ostade: Geschlachtetes Schwein in einem Stall 1642
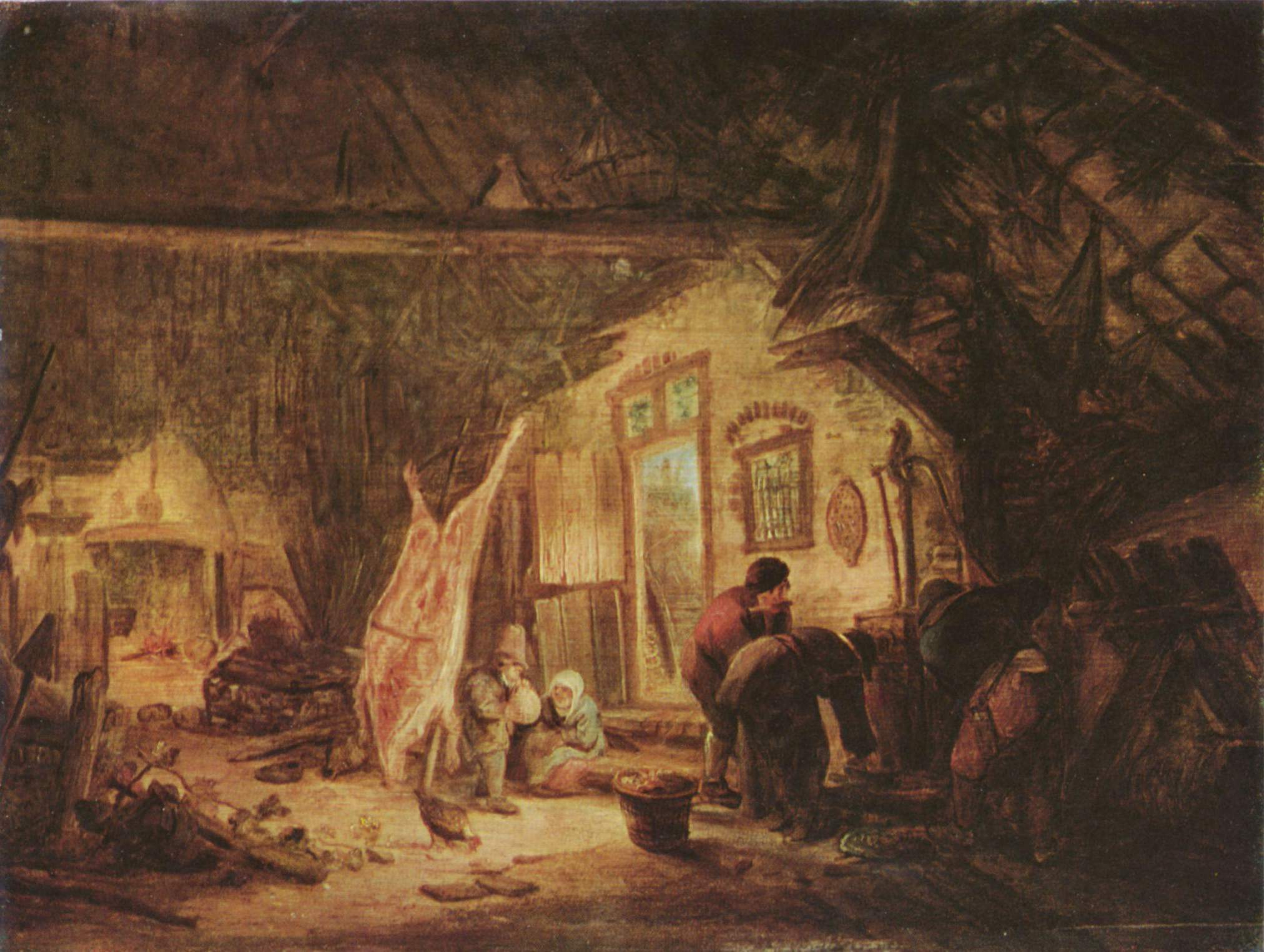
Isaac van Ostade: Schweineschlachten 1664
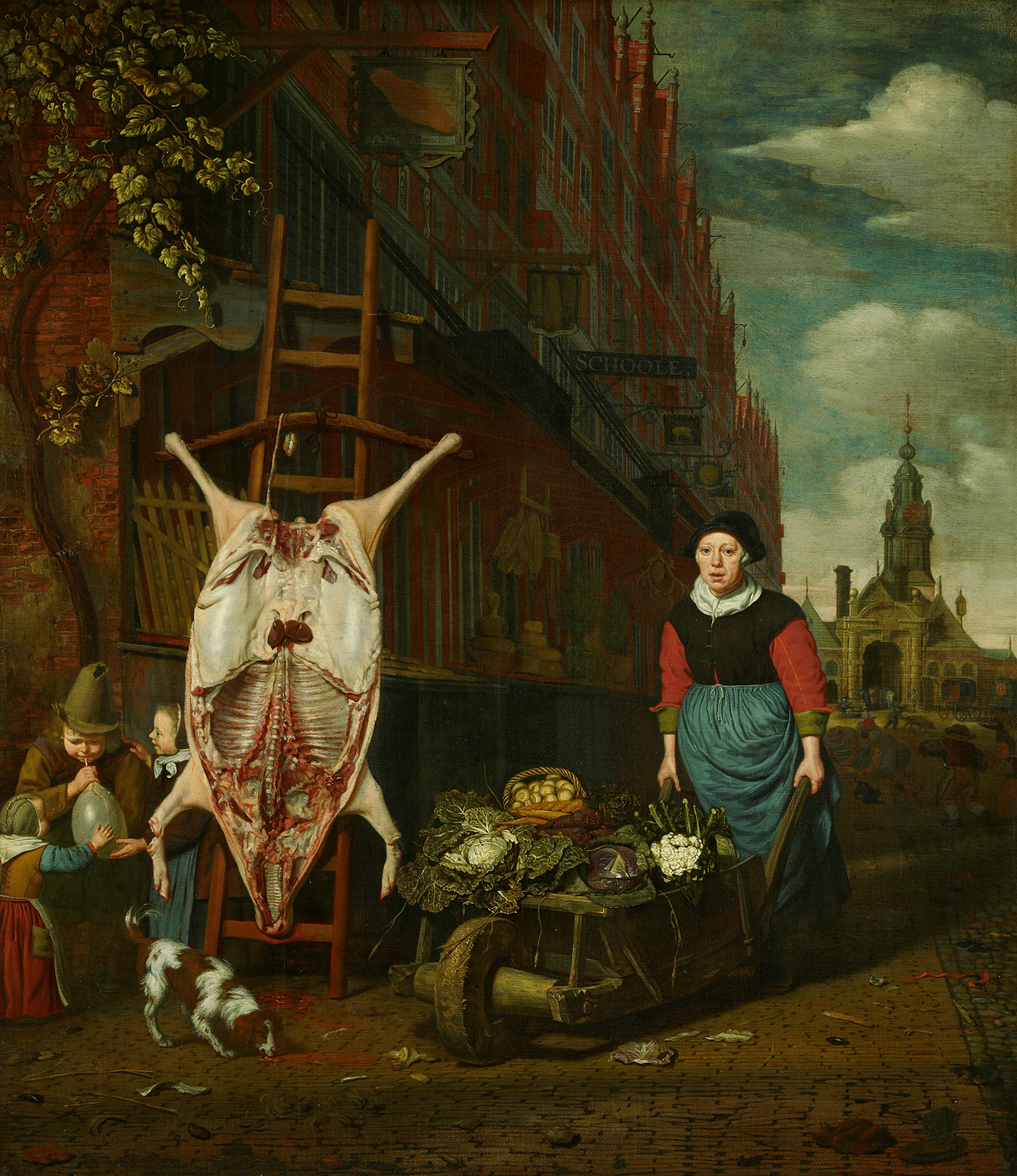
Michiel van Musscher: Das Schwein an der Leiter und Ansicht des Haarlemmerpoort 1668
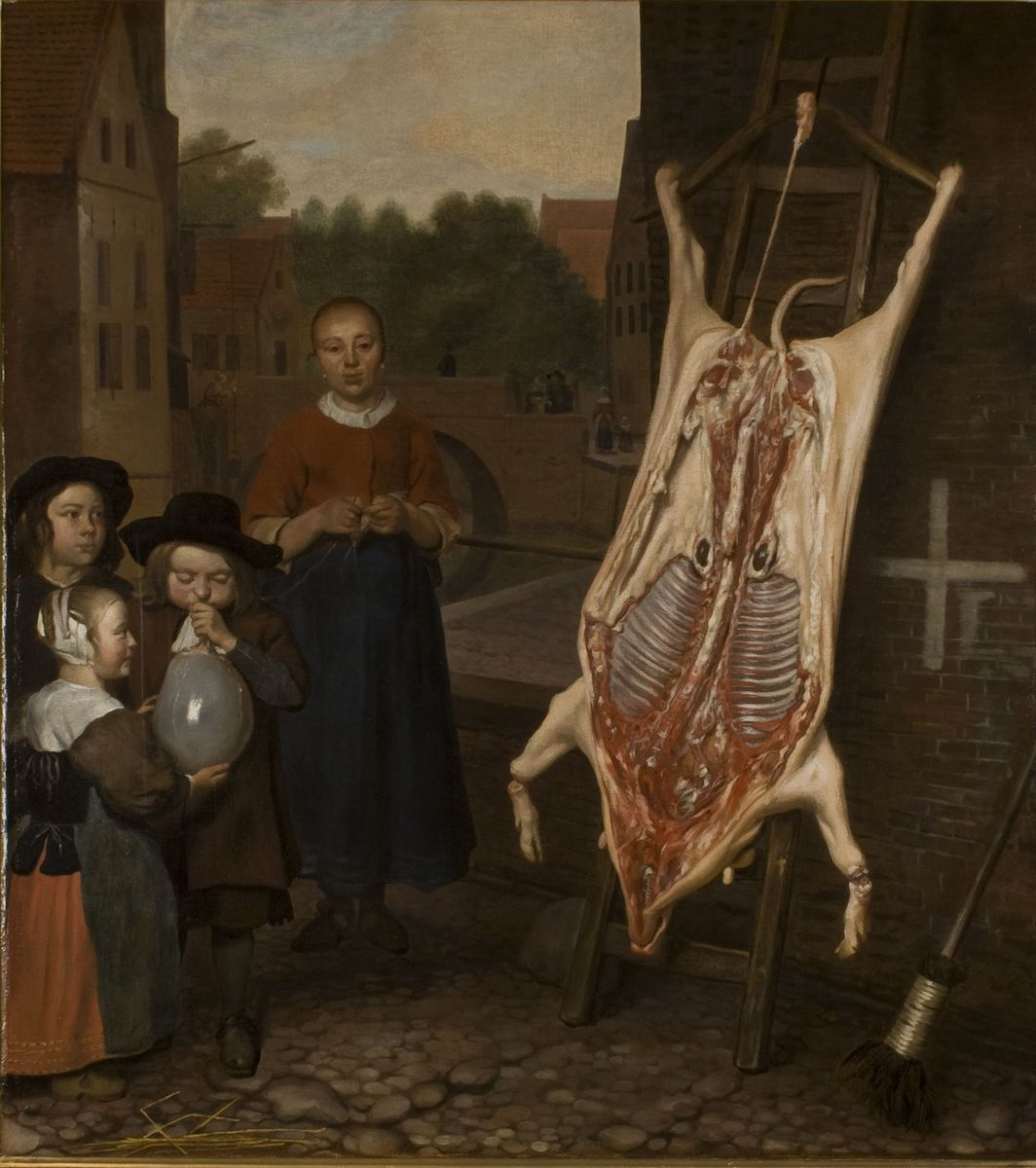
Hendrick ten Oever: Das geschlachtete Schwein um 1670

Die Verbindung des geschlachteten Tieres mit dem Ende des menschlichen Lebens findet sich auch in der zeitgenössischen Literatur des 17. Jahrhunderts. So ist im weit verbreiteten Groote comptoir almanach von 1667 der „Slachtmaand“ (Schlachtemonat) November mit einer Zeichnung illustriert, die ein aufgehängtes Schwein an einer Leiter zeigt, wie es auch in den Gemälden von Fabritius zu sehen ist. Dazu mahnt ein Vers die rechtschaffene Lebensweise der Menschen und ihr endliches Dasein an (Original/sinngemäße Übersetzung):

“Ghy die naer u welbehagen

 Os en Swijn en Kalf doet slaen;

 Denckt hoe ghy ten Jongsten Dage

 Voor Godts Oordeel sult bestaen.”

„Du, der für dein Wohlbehagen

 Ochs und Schwein und Kalb tot geschlagen

 Denke dabei an den jüngsten Tag

 Vor Gottes Urteil sollst bestehen.“

## Provenienzen und Zuschreibung
Das Gemälde in der Berliner Gemäldegalerie wurde 1879 in Paris von dem Kunsthändler Charles Sedelmeyer für 1800 Franc (umgerechnet 2171,93 Mark) für das Museum erworben. Das Bild galt zunächst als ein Werk von Nicolaes Maes, was aber bereits 1883 bezweifelt wurde. Eine falsche Signatur auf dem Kessel führte von 1906 bis 1921 zu einer Zuschreibung an Pieter de Hooch. Seit 1931 gilt das Gemälde als ein Werk von Barent Fabritius, worauf auch die Signatur an der Wand verweist.
Das Rotterdamer Gemälde kam 1935 als Bild von Barent Fabritius in das Museum Boijmans Van Beuningen. Es war zuvor von 1929 bis 1935 im Besitz der Londoner Kunsthandlung Arnot Galleries. Der Ankauf wurde durch finanzielle Mittel der Vereniging Rembrandt ermöglicht.